# Nothing Else Matters
"Nothing Else Matters" singl je američkog heavy metal sastava Metallica. Pjesma je objavljena na njihovom petom studijskom albumu Metallica.

## Povijest
Pjevač i gitarist Metallice James Hetfield napisao je pjesmu dok je pričao telefonom sa svojom tadašnjom djevojkom. Dok je držao telefon u jednoj ruci, s drugom je rukom svirao po praznim žicama E, G, H, E na gitari, koji su postali prva četiri tona u pjesmi. Tekst pjesme posvećen je njegovoj djevojci koji glasi "So close, no matter how far" što ukazuje da povezanost dijele čak i kad je Hetfield na turneji. U početku pjesma nije trebala biti objavljena, jer je Hetfield tvrdio kako ju je napisao za sebe, no kad ju je bubnjar Lars Ulrich čuo, pjesma se počela smatrati kao singl za album.
Pjesma je uskoro postala glavni simbol Metallice na koncertima te je posvećena obožavateljima. Nalazi se na sljedećim koncertnim albumima: 
- Live Shit: Binge & Purge
- S&M
- The Big 4 Live from Sofia, Bulgaria

## Kompozicija
S obzirom na to da je Hetfield svirao ritam gitaru u prethodnih pet albuma, "Nothing Else Matters" je jedna od rijetkih pjesama Metallice kojoj Hetfield svira gitarski solo umjesto Hammetta.

## Videospot
Videospot je premijerno prikazan na MTV-ju 26. veljače 1992. pod režijom Alana Dubina, prikazuje Metallicu u studiju. MTV nije prikazao dio spota u kojem se plakati golotinje u studiju i slika Kipa Wingera na zidu u koju Lars Urlich baca strelice za pikado.
Na DVD video kompilaciji sastava, posteri su cenzurirani, ista stvar učinjena je i u spotovima za pjesme "Turn the Page" i "Whiskey in the Jar".